# Aba al-Wakf
Aba al-Wakf – miejscowość w Egipcie, w muhafazie Al-Minja, w dystrykcie Maghagha. W 2006 roku liczyła 27 398 mieszkańców.